# 中国人民解放军海军青岛第二疗养院
中国人民解放军海军青岛第二疗养院，位于山东省青岛市，隶属中国人民解放军海军后勤部。

## 简介
1977年6月，由济南军区后勤部第九分部的部分干部以及山东省军区独立第二师医院组建中国人民解放军济南军区青岛第二疗养院，隶属中国人民解放军济南军区后勤部建制。院长史国柱，政治委员唐德福。驻湛流干路8号。
1951年7月7日，中国人民解放军海军青岛干部疗养院成立。院长甄陶民。1954年7月21日，改成中国人民解放军第一五一疗养院。1969年11月，改成中国人民解放军海军青岛疗养院。驻芝泉路3号。
1951年8月，组建中国人民解放军空军青岛疗养院，隶属中国人民解放军空军后勤部建制。院长汤庭兴。驻芝泉路10号。
2005年3月28日，由原海军青岛疗养院、空军青岛疗养院合并整编成中国人民解放军济南军区青岛第二疗养院，院党委书记单守勤。
2016年，在深化国防和军队改革中，济南军区撤销，济南军区青岛第二疗养院转隶中国人民解放军海军后勤部，改称中国人民解放军海军青岛第二疗养院。海军青岛第二疗养院、海军青岛第一疗养院由此成为海军唯一直属的两个疗养机构。